# Bivacco Boerio
Il bivacco Franco Boerio è un bivacco in comune di Bellino, in valle Varaita ed è stato inaugurato nel 1992.
Il bivacco è situato poco sopra la sponda meridionale del lago Mongioia, ai piedi del monte omonimo.

## Storia
Inaugurato nel 1992, il bivacco è dedicato a Franco Boerio, alpinista e membro del soccorso alpino della val Varaita.

## Caratteristiche e informazioni
Dispone di 10 posti letto. Si tratta di una struttura in legno dalla caratteristica pianta ottagonale, con una copertura in lamiera metallica rinforzata da tiranti metalli assicurati al suolo. Internamente vi sono 10 posti letto (8 in brande fisse intorno al sostegno centrale, 2 in brande ribaltabili a pareti), un tavolo e delle panche. L'acqua si può prendere dal vicino lago Mongioia.
Il bivacco è dotato di impianto elettrico temporizzato di sola illuminazione ed alimentato con pannello fotovoltaico.

## Accessi
Il bivacco può essere raggiunto a piedi in circa 3:30h/4 ore da Sant'Anna di Bellino, seguendo dapprima il sentiero U26, poi il sentiero U67 fino al passo di Mongioia, da cui in 5 minuti si raggiunge il bivacco.
Dalla Francia, il bivacco può essere raggiunto da Maljasset, risalendo il Vallon de Rubren.
Da Chianale, passando per il Col del Longet, poi si sconfina giú in Francia fino in corrispondenza del Lac de Longet e poi su a destra si raggiunge il Lac du Loup, e poi su verso il Passo Salza e poi a destra fino al bivacco. Purtroppo il sentiero è poco visibile ed è indicato con tacche bianche e rosse.

## Ascensioni
- Cima Mongioia - 3.340 m
- Monte Salza - 3.329 m
- Monte Giuep - 3.100 m
- Testa di Malacosta, 3212 m.s.l.

## Traversate
- da Sant'Anna di Bellino a Maljasset attraverso il passo di Mongioia e poi per il Vallon de Rubren.
- Da Sant'Anna di Bellino a Chianale attraverso il Passo Salza e poi per il Lac du Loup, poi per il Col del Longet e poi per il Vallone dell'Antolina fino a Chianale.
- Dal Bivacco a Sant'Anna di Bellino per il Monte Giuep, poi per la Testa di Mezzo, per la Testa di Malacosta e poi giú per il Passo Chiotas e poi giú a Sant'Anna per il Vallone dell'Autaret.